# Crocidura lasiura
Crocidura lasiura — вид мускусної землерийки, що зустрічається на материку Північно-Східної Азії (сх. Китай, Корея північна й південна, далекосхідна Росія). Це звичайна та широко розповсюджена, одна з найбільших землерийок, що зустрічаються в регіоні, вага дорослої особини 14–25 г. Не слід плутати з спорідненою Sorex mirabilis.

## Морфологічна характеристика
З довжиною голови й тулуба від 6,8 до 10,4 сантиметра, уссурійська білозуба землерийка є одним з найбільших видів землерийок в Євразії і є найбільшим видом в роду за довжиною голови й тулуба. Хвіст, з іншого боку, досягає довжини лише від 28 до 47 міліметрів і, отже, є пропорційно найкоротшим у роду й становить максимум 45 % довжини голови та тулуба. Довжина задньої лапи становить від 15 до 23 міліметрів. Хутро на спині від чорно-бурого до темно-коричневого і стає сіро-коричневим до боків тіла; складається з довгого і густого волосся. Черево залізно-сіре, хвіст товстий і темно-коричневий.
Геном уссурійської білозубки складається з диплоїдного набору хромосом з 2n=40 (FN=56).

## Спосіб життя
Зустрічається в численних місцях існування і живе переважно в листяних лісах, лісових озерних районах і болотах, а також на більш сухих пасовищах і чагарниках уздовж річок і озер. Однак також трапляється в сільськогосподарських районах та інших середовищах існування, де впливають люди. Як і всі землерийки, цей вид харчується безхребетними, переважно комахами та черв'яками, а також меншими хребетними.
Період розмноження: з травня по жовтень. У самиці буває до трьох виводків на рік, у кожному з них по шість-вісім дитинчат, іноді до десяти, хоча ранній молодняк досягає статевої зрілості в перший рік і може мати потомство. Тривалість життя становить близько 15–16 місяців.